# أحادي أكسيد الكبريت
أحادي أكسيد الكبريت هو مركب كيميائي لاعضوي يتألف من عنصري الكبريت والأكسجين، صيغته SO، وهو من أكاسيد الكبريت ويوجد على شكل غاز عديم اللون.

## الوفرة والتحضير
يوجد غاز أحادي أكسيد الكبريت في الكون في الوسط بين النجمي؛ كما يوجد في الغلاف الجوي لقمر آيو لكوكب المشتري.
يمكن أن يحضر المركب ضمن شروط مخبرية خاصة، وذلك إما بتفاعل الكبريت مع ثنائي أكسيد الكبريت في وسط معزول وبوجود تفريغ كهربائي:
{\displaystyle \mathrm {S+SO_{2}\longrightarrow 2\ SO} }
أو بأكسدة الكبريت بالأكسجين النقي تحت الفراغ.

## الخواص
يوجد المركب في الشروط القياسية على شكل غاز عديم اللون. وهو غير مستقر إلا في الحالة الغازية الممددة، إذ يتحول عند ارتفاع التركيز إلى ثنائي أكسيد ثنائي الكبريت S2O2.
لجزيء SO حالة قاعية ثلاثية القمم بشكل مشابه لجزيء الأكسجين O2، أي أن كل جزيء له زوجين غير رابطين من الإلكترونات. يبلغ طول الرابطة S−O مقدار 148.1 بيكومتر، وهو مشابه لما هو في أكاسيد الكبريت التحتية (تحت أكاسيد الكبريت مثل S8O)؛ ولكنها أطول من الرابطة S−O في أحادي أكسيد ثنائي الكبريت S2O وثنائي أكسيد الكبريت SO2 و ثلاثي أكسيد الكبريت SO3.
يثار الجزيء بالإشعاع تحت الأحمر القريب إلى الحالة المفردة الأكثر نشاطاً كما هو الحال مع الأكسجين.